# Ekaterina Andreïeva
Ne doit pas être confondue avec la journaliste biélorusse Katsyaryna Andreyevna Bakhvalova
Pour les articles homonymes, voir Andreïeva.
Ekaterina Sergueïevna Andreïeva (russe : Екатерина Сергеевна Андреева), née le 27 novembre 1961 à Moscou, est une journaliste russe. Elle présente depuis 1998 Vremia, journal télévisé de la Première chaîne publique de Russie.

## Biographie
Son père était vice-président du Gossnab (affilié au Gosplan) de l'URSS. Dans sa jeunesse, elle pratique le basket-ball à haut niveau. Elle termine en 1990 l'institut pédagogique Kroupskaïa de Moscou tout en étudiant le Droit en cours du soir, puis travaille pendant une courte période à la procurature générale d'URSS. 
En 1990, elle prend des cours auprès d'Igor Kirillov à l'école des présentateurs du comité de radio-télévision d'État et commence à travailler quelques mois plus tard, alors que l'URSS s'effondre. Elle est d'abord présentatrice à la télévision d'État et à la compagnie de télévision Ostankino pour l'émission Dobroïe outro (Bonjour). Elle entre chez ORT en 1995 devenant rédactrice des programmes d'information et présentatrice du journal télévisé Novosti (les Nouvelles). Depuis 1998, elle est présentatrice permanente de Vremia (Le Temps) d'ORT devenu Perviy Kanal (Première chaîne).
En 2004, 2008, 2012 et 2018, en compagnie de Sergueï Brilev, elle était la commentatrice officielle de la cérémonie de l'investiture du président de la fédération de Russie. Elle est déclarée persona non grata par l'Ukraine en août 2014 à cause du rattachement de la Crimée à la Russie. 
Pendant son journal télévisé du 14 mars 2022, sa collègue Marina Ovsiannikova fait irruption quelques secondes derrière elle en direct avec une pancarte dénonçant l'intervention russe en Ukraine, ce qui attire l'attention mondiale sur elles. Elle reste néanmoins sans réagir et continue son journal comme si de rien n'était. 
En tant que journaliste populaire dans son pays ne s'étant pas opposée à l'intervention russe en Ukraine, elle est inscrite le 8 juillet 2022 à la liste des personnalités sanctionnées par le Canada, n'y peut s'y rendre ni y posséder quoi que ce soit.
Elle est apparue également dans quelques rôles au cinéma : en 1990 dans Les Pages inconnues de la vie d'une espionne, en 1991 dans L'Engeance de l'enfer, en 1999 dans Dans le miroir de Vénus et en 2004 dans Numéro privé.
Mariée en secondes noces, elle est mère d'une fille née de son premier mariage.

## Décorations et récompenses
- Ordre de l'Amitié, en 2006.
- Prix TEFI, en 2007.